# Cupa Davis 2004
Cupa Davis 2004 corespunde celei de-a 93-a ediții a turneului de tenis pe națiuni. Finala, desfășurată în perioada 3-5 decembrie, a fost câștigată de Spania.

## Cupa Mondială 2004
| 2004 Echipele Grupei Mondiale | 2004 Echipele Grupei Mondiale | 2004 Echipele Grupei Mondiale | 2004 Echipele Grupei Mondiale |
| Argentina                     | Australia                     | Austria                       | Belarus                       |
| Canada                        | Cehia                         | Croația                       | Franța                        |
| Maroc                         | Olanda                        | România                       | Rusia                         |
| Spania                        | Suedia                        | Elveția                       | Statele Unite                 |
| ----------------------------- | ----------------------------- | ----------------------------- | ----------------------------- |

### Rezultate
|  | Turul unu 6-8 februarie | Turul unu 6-8 februarie | Turul unu 6-8 februarie |   |                | Turul doi 9-11 aprilie | Turul doi 9-11 aprilie | Turul doi 9-11 aprilie |   |   | Semifinale 24-26 septembrie | Semifinale 24-26 septembrie | Semifinale 24-26 septembrie |   |  | Finală 3-5 decembrie | Finală 3-5 decembrie | Finală 3-5 decembrie |
|  |                         |                         |                         |   |                |                        |                        |                        |   |   |                             |                             |                             |   |  |                      |                      |                      |
|  | F                       | Australia*              | 1                       |   |                |                        |                        |                        |   |   |                             |                             |                             |   |  |                      |                      |                      |
|  |                         | Suedia                  | 4                       |   |                |                        |                        |                        |   |   |                             |                             |                             |   |  |                      |                      |                      |
|  |                         | Suedia                  | 4                       |   | Suedia         | 1                      |                        |                        |   |   |                             |                             |                             |   |  |                      |                      |                      |
|  |                         |                         |                         |   | Suedia         | 1                      |                        |                        |   |   |                             |                             |                             |   |  |                      |                      |                      |
|  |                         | F                       | Statele Unite*          | 4 |                |                        |                        |                        |   |   |                             |                             |                             |   |  |                      |                      |                      |
|  | F                       | F                       | Statele Unite*          | 4 | Statele Unite* | 5                      |                        |                        |   |   |                             |                             |                             |   |  |                      |                      |                      |
|  | F                       |                         |                         |   | Statele Unite* | 5                      |                        |                        |   |   |                             |                             |                             |   |  |                      |                      |                      |
|  |                         | Austria                 | 0                       |   |                |                        |                        |                        |   |   |                             |                             |                             |   |  |                      |                      |                      |
|  |                         |                         |                         |   |                |                        | F                      | Statele Unite*         | 4 |   |                             |                             |                             |   |  |                      |                      |                      |
|  |                         |                         |                         |   |                |                        |                        |                        | 4 |   |                             |                             |                             |   |  |                      |                      |                      |
|  |                         |                         | Belarus                 | 0 |                |                        |                        |                        |   |   |                             |                             |                             |   |  |                      |                      |                      |
|  | F                       | Rusia                   | Belarus                 | 0 | 2              |                        |                        |                        |   |   |                             |                             |                             |   |  |                      |                      |                      |
|  | F                       | Rusia                   |                         |   | 2              |                        |                        |                        |   |   |                             |                             |                             |   |  |                      |                      |                      |
|  |                         | Belarus*                | 3                       |   |                |                        |                        |                        |   |   |                             |                             |                             |   |  |                      |                      |                      |
|  |                         | Belarus*                | 3                       |   | Belarus*       | 5                      |                        |                        |   |   |                             |                             |                             |   |  |                      |                      |                      |
|  |                         |                         |                         |   | Belarus*       | 5                      |                        |                        |   |   |                             |                             |                             |   |  |                      |                      |                      |
|  |                         | F                       | Argentina               | 0 |                |                        |                        |                        |   |   |                             |                             |                             |   |  |                      |                      |                      |
|  | F                       | F                       | Argentina               | 0 | Argentina      | 5                      |                        |                        |   |   |                             |                             |                             |   |  |                      |                      |                      |
|  | F                       |                         |                         |   | Argentina      | 5                      |                        |                        |   |   |                             |                             |                             |   |  |                      |                      |                      |
|  |                         | Maroc*                  | 0                       |   |                |                        |                        |                        |   |   |                             |                             |                             |   |  |                      |                      |                      |
|  |                         |                         |                         |   |                |                        |                        |                        |   |   |                             | F                           | Statele Unite               | 2 |  |                      |                      |                      |
|  |                         |                         |                         |   |                |                        |                        |                        |   |   |                             |                             |                             |   |  |                      |                      |                      |
|  |                         | F                       | Spania*                 | 3 |                |                        |                        |                        |   |   |                             |                             |                             |   |  |                      |                      |                      |
|  |                         | F                       | Spania*                 | 3 | România*       | 2                      |                        |                        |   |   |                             |                             |                             |   |  |                      |                      |                      |
|  |                         |                         |                         |   | România*       | 2                      |                        |                        |   |   |                             |                             |                             |   |  |                      |                      |                      |
|  | F                       | Elveția                 | 3                       |   |                |                        |                        |                        |   |   |                             |                             |                             |   |  |                      |                      |                      |
|  | F                       | Elveția                 | 3                       |   | S              | Elveția*               | 2                      |                        |   |   |                             |                             |                             |   |  |                      |                      |                      |
|  |                         |                         |                         |   | S              | Elveția*               | 2                      |                        |   |   |                             |                             |                             |   |  |                      |                      |                      |
|  |                         | S                       | Franța                  | 3 |                |                        |                        |                        |   |   |                             |                             |                             |   |  |                      |                      |                      |
|  |                         | S                       | Franța                  | 3 | Croația        | 1                      |                        |                        |   |   |                             |                             |                             |   |  |                      |                      |                      |
|  |                         |                         |                         |   | Croația        | 1                      |                        |                        |   |   |                             |                             |                             |   |  |                      |                      |                      |
|  | F                       | Franța*                 | 4                       |   |                |                        |                        |                        |   |   |                             |                             |                             |   |  |                      |                      |                      |
|  | F                       | Franța*                 | 4                       |   |                |                        |                        |                        |   | F | Franța                      | 1                           |                             |   |  |                      |                      |                      |
|  |                         |                         |                         |   |                |                        |                        |                        |   | F | Franța                      | 1                           |                             |   |  |                      |                      |                      |
|  |                         | F                       | Spania*                 | 4 |                |                        |                        |                        |   |   |                             |                             |                             |   |  |                      |                      |                      |
|  |                         | F                       | Spania*                 | 4 | Canada         | 1                      |                        |                        |   |   |                             |                             |                             |   |  |                      |                      |                      |
|  |                         |                         |                         |   | Canada         | 1                      |                        |                        |   |   |                             |                             |                             |   |  |                      |                      |                      |
|  | F                       | Olanda*                 | 4                       |   |                |                        |                        |                        |   |   |                             |                             |                             |   |  |                      |                      |                      |
|  | F                       | Olanda*                 | 4                       |   | F              | Olanda                 | 1                      |                        |   |   |                             |                             |                             |   |  |                      |                      |                      |
|  |                         |                         |                         |   | F              | Olanda                 | 1                      |                        |   |   |                             |                             |                             |   |  |                      |                      |                      |
|  |                         | F                       | Spania*                 | 4 |                |                        |                        |                        |   |   |                             |                             |                             |   |  |                      |                      |                      |
|  |                         | F                       | Spania*                 | 4 | Cehia*         | 2                      |                        |                        |   |   |                             |                             |                             |   |  |                      |                      |                      |
|  |                         |                         |                         |   | Cehia*         | 2                      |                        |                        |   |   |                             |                             |                             |   |  |                      |                      |                      |
|  | F                       | Spania                  | 3                       |   |                |                        |                        |                        |   |   |                             |                             |                             |   |  |                      |                      |                      |

#### Legendă
- F=favorit
- *=țară gazdă

## Turul unu
| | Australia | 1                             | -    | 4 | Suedia |      |   |
| --- | --------- | ----------------------------- | ---- | - | ------ | ---- | - |
| Memorial Drive, Adelaide, Australia |           |                               |      |   |        |      |   |
| 6 - 8 februarie 2004 |           |                               |      |   |        |      |   |
| \| 1 \| \| Mark Philippoussis \| 3 \| 4 \| 2 \| \| \| \| 1 \| \| Thomas Enqvist \| 6 \| 6 \| 6 \| \| \| \| 2 \| \| Lleyton Hewitt \| 6 \| 6 \| 6 \| \| \| \| 2 \| \| Robin Soderling \| 4 \| 3 \| 1 \| \| \| \| 3 \| \| Wayne Arthurs-Todd Woodbridge \| 6(5) \| 4 \| 6 \| 7 \| 5 \| \| 3 \| \| J.Bjorkman-J.Johansson \| 7 \| 6 \| 2 \| 6(4) \| 7 \| \| \| \| \| \| \| \| \| \| \| 4 \| \| Mark Philippoussis \| 5 \| 2 \| 2 \| \| \| \| 4 \| \| Jonas Bjorkman \| 7 \| 6 \| 6 \| \| \| \| \| \| \| \| \| \| \| \| \| 5 \| \| Wayne Arthurs \| 6(8) \| 6 \| 4 \| \| \| \| 5 \| \| Thomas Enqvist \| 7 \| 3 \| 6 \| \| \| \| \| \| \| \| \| \| \| \| |           |                               |      |   |        |      |   |
| 1 |           | Mark Philippoussis            | 3    | 4 | 2      |      |   |
| 1 |           | Thomas Enqvist                | 6    | 6 | 6      |      |   |
| 2 |           | Lleyton Hewitt                | 6    | 6 | 6      |      |   |
| 2 |           | Robin Soderling               | 4    | 3 | 1      |      |   |
| 3 |           | Wayne Arthurs-Todd Woodbridge | 6(5) | 4 | 6      | 7    | 5 |
| 3 |           | J.Bjorkman-J.Johansson        | 7    | 6 | 2      | 6(4) | 7 |
| |           |                               |      |   |        |      |   |
| 4 |           | Mark Philippoussis            | 5    | 2 | 2      |      |   |
| 4 |           | Jonas Bjorkman                | 7    | 6 | 6      |      |   |
| |           |                               |      |   |        |      |   |
| 5 |           | Wayne Arthurs                 | 6(8) | 6 | 4      |      |   |
| 5 |           | Thomas Enqvist                | 7    | 3 | 6      |      |   |
| |           |                               |      |   |        |      |   |

| | Statele Unite | 5                           | -    | 0 | Austria |   |   |
| --- | ------------- | --------------------------- | ---- | - | ------- | - | - |
| Mohegan Sun Arena, Uncasville, Connecticut, Statele Unite |               |                             |      |   |         |   |   |
| 6 - 8 februarie 2004 |               |                             |      |   |         |   |   |
| \| 1 \| \| Robby Ginepri \| 6(6) \| 4 \| 6 \| 6 \| 6 \| \| 1 \| \| Jürgen Melzer \| 7 \| 6 \| 4 \| 4 \| 2 \| \| 2 \| \| Andy Roddick \| 6 \| 6 \| 6 \| \| \| \| 2 \| \| Stefan Koubek \| 4 \| 4 \| 2 \| \| \| \| 3 \| \| Bob Bryan-Mike Bryan \| 6 \| 6 \| 6 \| \| \| \| 3 \| \| Julian Knowle-Jürgen Melzer \| 2 \| 1 \| 4 \| \| \| \| \| \| \| \| \| \| \| \| \| 4 \| \| Andy Roddick \| 6 \| 6 \| \| \| \| \| 4 \| \| Jürgen Melzer \| 4 \| 2 \| \| \| \| \| \| \| \| \| \| \| \| \| \| 5 \| \| Robby Ginepri \| 7 \| 6 \| \| \| \| \| 5 \| \| Stefan Koubek \| 5 \| 2 \| \| \| \| \| \| \| \| \| \| \| \| \| |               |                             |      |   |         |   |   |
| 1 |               | Robby Ginepri               | 6(6) | 4 | 6       | 6 | 6 |
| 1 |               | Jürgen Melzer               | 7    | 6 | 4       | 4 | 2 |
| 2 |               | Andy Roddick                | 6    | 6 | 6       |   |   |
| 2 |               | Stefan Koubek               | 4    | 4 | 2       |   |   |
| 3 |               | Bob Bryan-Mike Bryan        | 6    | 6 | 6       |   |   |
| 3 |               | Julian Knowle-Jürgen Melzer | 2    | 1 | 4       |   |   |
| |               |                             |      |   |         |   |   |
| 4 |               | Andy Roddick                | 6    | 6 |         |   |   |
| 4 |               | Jürgen Melzer               | 4    | 2 |         |   |   |
| |               |                             |      |   |         |   |   |
| 5 |               | Robby Ginepri               | 7    | 6 |         |   |   |
| 5 |               | Stefan Koubek               | 5    | 2 |         |   |   |
| |               |                             |      |   |         |   |   |

| | Belarus | 3                           | -    | 2    | Rusia |   |    |
| --- | ------- | --------------------------- | ---- | ---- | ----- | - | -- |
| Football Manege, Minsk, Belarus |         |                             |      |      |       |   |    |
| 6 - 8 februarie 2004 |         |                             |      |      |       |   |    |
| \| 1 \| \| Vladimir Voltchkov \| 7 \| 6(4) \| 7 \| 4 \| \| \| 1 \| \| Igor Andreev \| 6(3) \| 7 \| 5 \| 4 \| \| \| 2 \| \| Max Mirnyi \| 7 \| 7 \| 6 \| 4 \| 11 \| \| 2 \| \| Marat Safin \| 6(3) \| 6(5) \| 1 \| 6 \| 9 \| \| 3 \| \| Max Mirnyi-Alexander Shvec \| 4 \| 5 \| 6(3) \| \| \| \| 3 \| \| Marat Safin-Mikhail Youzhny \| 6 \| 7 \| 7 \| \| \| \| \| \| \| \| \| \| \| \| \| 4 \| \| Max Mirnyi \| 6 \| 6 \| 6 \| \| \| \| 4 \| \| Igor Andreev \| 3 \| 4 \| 4 \| \| \| \| \| \| \| \| \| \| \| \| \| 5 \| \| Vladimir Voltchkov \| 7 \| 6 \| 6 \| \| \| \| 5 \| \| Mikhail Youzhny \| 5 \| 2 \| 4 \| \| \| \| \| \| \| \| \| \| \| \| |         |                             |      |      |       |   |    |
| 1 |         | Vladimir Voltchkov          | 7    | 6(4) | 7     | 4 |    |
| 1 |         | Igor Andreev                | 6(3) | 7    | 5     | 4 |    |
| 2 |         | Max Mirnyi                  | 7    | 7    | 6     | 4 | 11 |
| 2 |         | Marat Safin                 | 6(3) | 6(5) | 1     | 6 | 9  |
| 3 |         | Max Mirnyi-Alexander Shvec  | 4    | 5    | 6(3)  |   |    |
| 3 |         | Marat Safin-Mikhail Youzhny | 6    | 7    | 7     |   |    |
| |         |                             |      |      |       |   |    |
| 4 |         | Max Mirnyi                  | 6    | 6    | 6     |   |    |
| 4 |         | Igor Andreev                | 3    | 4    | 4     |   |    |
| |         |                             |      |      |       |   |    |
| 5 |         | Vladimir Voltchkov          | 7    | 6    | 6     |   |    |
| 5 |         | Mikhail Youzhny             | 5    | 2    | 4     |   |    |
| |         |                             |      |      |       |   |    |

| | Maroc | 0                            | -    | 5    | Argentina |   |   |
| --- | ----- | ---------------------------- | ---- | ---- | --------- | - | - |
| Salle Inbiaat, Agadir, Maroc |       |                              |      |      |           |   |   |
| 6 - 8 februarie 2004 |       |                              |      |      |           |   |   |
| \| 1 \| \| Mounir El Aarej \| 1 \| 1 \| 4 \| \| \| \| 1 \| \| Guillermo Coria \| 6 \| 6 \| 6 \| \| \| \| 2 \| \| Hicham Arazi \| 6 \| 1 \| 5 \| 1 \| R \| \| 2 \| \| David Nalbandian \| 4 \| 6 \| 7 \| 2 \| \| \| 3 \| \| Mounir El Aarej-Mehdi Tahiri \| 1 \| 4 \| 2 \| \| \| \| 3 \| \| Lucas Arnold-Agustín Calleri \| 6 \| 6 \| 6 \| \| \| \| \| \| \| \| \| \| \| \| \| 4 \| \| Mehdi Tahiri \| 2 \| 6(4) \| \| \| \| \| 4 \| \| Guillermo Coria \| 6 \| 7 \| \| \| \| \| \| \| \| \| \| \| \| \| \| 5 \| \| Mounir El Aarej \| 6(1) \| 6 \| 1 \| \| \| \| 5 \| \| Agustín Calleri \| 7 \| 3 \| 6 \| \| \| \| \| \| \| \| \| \| \| \| |       |                              |      |      |           |   |   |
| 1 |       | Mounir El Aarej              | 1    | 1    | 4         |   |   |
| 1 |       | Guillermo Coria              | 6    | 6    | 6         |   |   |
| 2 |       | Hicham Arazi                 | 6    | 1    | 5         | 1 | R |
| 2 |       | David Nalbandian             | 4    | 6    | 7         | 2 |   |
| 3 |       | Mounir El Aarej-Mehdi Tahiri | 1    | 4    | 2         |   |   |
| 3 |       | Lucas Arnold-Agustín Calleri | 6    | 6    | 6         |   |   |
| |       |                              |      |      |           |   |   |
| 4 |       | Mehdi Tahiri                 | 2    | 6(4) |           |   |   |
| 4 |       | Guillermo Coria              | 6    | 7    |           |   |   |
| |       |                              |      |      |           |   |   |
| 5 |       | Mounir El Aarej              | 6(1) | 6    | 1         |   |   |
| 5 |       | Agustín Calleri              | 7    | 3    | 6         |   |   |
| |       |                              |      |      |           |   |   |

| | România | 2                          | -    | 3    | Elveția |   |    |
| --- | ------- | -------------------------- | ---- | ---- | ------- | - | -- |
| Sala Polivalentă, București, România |         |                            |      |      |         |   |    |
| 6 - 8 februarie 2004 |         |                            |      |      |         |   |    |
| \| 1 \| \| Andrei Pavel \| 6 \| 6 \| 5 \| 6 \| \| \| 1 \| \| Michel Kratochvil \| 4 \| 3 \| 7 \| 4 \| \| \| 2 \| \| Victor Hănescu \| 6(4) \| 3 \| 1 \| \| \| \| 2 \| \| Roger Federer \| 7 \| 6 \| 6 \| \| \| \| 3 \| \| Andrei Pavel-Gabriel Trifu \| 4 \| 6 \| 3 \| 6 \| 8 \| \| 3 \| \| Yves Allegro-Roger Federer \| 6 \| 1 \| 6 \| 3 \| 10 \| \| \| \| \| \| \| \| \| \| \| 4 \| \| Andrei Pavel \| 3 \| 2 \| 5 \| \| \| \| 4 \| \| Roger Federer \| 6 \| 6 \| 7 \| \| \| \| \| \| \| \| \| \| \| \| \| 5 \| \| Victor Hănescu \| 6 \| 6(3) \| 6 \| \| \| \| 5 \| \| Stanislas Wawrinka \| 3 \| 7 \| 3 \| \| \| \| \| \| \| \| \| \| \| \| |         |                            |      |      |         |   |    |
| 1 |         | Andrei Pavel               | 6    | 6    | 5       | 6 |    |
| 1 |         | Michel Kratochvil          | 4    | 3    | 7       | 4 |    |
| 2 |         | Victor Hănescu             | 6(4) | 3    | 1       |   |    |
| 2 |         | Roger Federer              | 7    | 6    | 6       |   |    |
| 3 |         | Andrei Pavel-Gabriel Trifu | 4    | 6    | 3       | 6 | 8  |
| 3 |         | Yves Allegro-Roger Federer | 6    | 1    | 6       | 3 | 10 |
| |         |                            |      |      |         |   |    |
| 4 |         | Andrei Pavel               | 3    | 2    | 5       |   |    |
| 4 |         | Roger Federer              | 6    | 6    | 7       |   |    |
| |         |                            |      |      |         |   |    |
| 5 |         | Victor Hănescu             | 6    | 6(3) | 6       |   |    |
| 5 |         | Stanislas Wawrinka         | 3    | 7    | 3       |   |    |
| |         |                            |      |      |         |   |    |

| | Franța | 4                             | -    | 1    | Croația |   |  |
| --- | ------ | ----------------------------- | ---- | ---- | ------- | - |  |
| Les Arenes, Metz, Franța |        |                               |      |      |         |   |  |
| 6 - 8 februarie 2004 |        |                               |      |      |         |   |  |
| \| 1 \| \| Arnaud Clement \| 6 \| 6 \| 6 \| \| \| \| 1 \| \| Mario Ancic \| 4 \| 3 \| 3 \| \| \| \| 2 \| \| Thierry Ascione \| 5 \| 4 \| 4 \| \| \| \| 2 \| \| Ivan Ljubicic \| 7 \| 6 \| 6 \| \| \| \| 3 \| \| Nicolas Escude-Michael Llodra \| 6 \| 7 \| 6 \| \| \| \| 3 \| \| Mario Ancic-Ivo Karlovic \| 1 \| 6(5) \| 3 \| \| \| \| \| \| \| \| \| \| \| \| \| 4 \| \| Arnaud Clement \| 6 \| 3 \| 7 \| 6 \| \| \| 4 \| \| Ivan Ljubicic \| 2 \| 6 \| 6(3) \| 4 \| \| \| \| \| \| \| \| \| \| \| \| 5 \| \| Nicolas Escude \| 7 \| 6 \| \| \| \| \| 5 \| \| Ivo Karlovic \| 6(5) \| 2 \| \| \| \| \| \| \| \| \| \| \| \| \| |        |                               |      |      |         |   |  |
| 1 |        | Arnaud Clement                | 6    | 6    | 6       |   |  |
| 1 |        | Mario Ancic                   | 4    | 3    | 3       |   |  |
| 2 |        | Thierry Ascione               | 5    | 4    | 4       |   |  |
| 2 |        | Ivan Ljubicic                 | 7    | 6    | 6       |   |  |
| 3 |        | Nicolas Escude-Michael Llodra | 6    | 7    | 6       |   |  |
| 3 |        | Mario Ancic-Ivo Karlovic      | 1    | 6(5) | 3       |   |  |
| |        |                               |      |      |         |   |  |
| 4 |        | Arnaud Clement                | 6    | 3    | 7       | 6 |  |
| 4 |        | Ivan Ljubicic                 | 2    | 6    | 6(3)    | 4 |  |
| |        |                               |      |      |         |   |  |
| 5 |        | Nicolas Escude                | 7    | 6    |         |   |  |
| 5 |        | Ivo Karlovic                  | 6(5) | 2    |         |   |  |
| |        |                               |      |      |         |   |  |

| | Olanda | 4                               | -     | 1    | Canada |   |  |
| --- | ------ | ------------------------------- | ----- | ---- | ------ | - |  |
| MECC, Maastricht, Olanda |        |                                 |       |      |        |   |  |
| 6 - 8 februarie 2004 |        |                                 |       |      |        |   |  |
| \| 1 \| \| Sjeng Schalken \| 6 \| 5 \| 6 \| 6 \| \| \| 1 \| \| Frank Dancevic \| 3 \| 7 \| 2 \| 1 \| \| \| 2 \| \| Martin Verkerk \| 6 \| 7 \| 4 \| 6 \| \| \| 2 \| \| Simon Larose \| 4 \| 6(9) \| 6 \| 3 \| \| \| 3 \| \| Paul Haarhuis-Martin Verkerk \| 6(10) \| 0 \| R \| \| \| \| 3 \| \| Daniel Nestor-Frederic Niemeyer \| 7 \| 1 \| \| \| \| \| \| \| \| \| \| \| \| \| \| 4 \| \| Martin Verkerk \| 6(5) \| 6 \| 7 \| 6 \| \| \| 4 \| \| Frank Dancevic \| 7 \| 2 \| 5 \| 3 \| \| \| \| \| \| \| \| \| \| \| \| 5 \| \| Sjeng Schalken \| 6 \| 7 \| \| \| \| \| 5 \| \| Simon Larose \| 2 \| 5 \| \| \| \| \| \| \| \| \| \| \| \| \| |        |                                 |       |      |        |   |  |
| 1 |        | Sjeng Schalken                  | 6     | 5    | 6      | 6 |  |
| 1 |        | Frank Dancevic                  | 3     | 7    | 2      | 1 |  |
| 2 |        | Martin Verkerk                  | 6     | 7    | 4      | 6 |  |
| 2 |        | Simon Larose                    | 4     | 6(9) | 6      | 3 |  |
| 3 |        | Paul Haarhuis-Martin Verkerk    | 6(10) | 0    | R      |   |  |
| 3 |        | Daniel Nestor-Frederic Niemeyer | 7     | 1    |        |   |  |
| |        |                                 |       |      |        |   |  |
| 4 |        | Martin Verkerk                  | 6(5)  | 6    | 7      | 6 |  |
| 4 |        | Frank Dancevic                  | 7     | 2    | 5      | 3 |  |
| |        |                                 |       |      |        |   |  |
| 5 |        | Sjeng Schalken                  | 6     | 7    |        |   |  |
| 5 |        | Simon Larose                    | 2     | 5    |        |   |  |
| |        |                                 |       |      |        |   |  |

| | Cehia | 2                          | -    | 3    | Spania |      |  |
| --- | ----- | -------------------------- | ---- | ---- | ------ | ---- |  |
| Brno Exhibition Center, Hall B, Brno, Cehia |       |                            |      |      |        |      |  |
| 6 - 8 februarie 2004 |       |                            |      |      |        |      |  |
| \| 1 \| \| Jiri Novak \| 7 \| 6 \| 7 \| \| \| \| 1 \| \| Rafael Nadal \| 6(2) \| 3 \| 6(3) \| \| \| \| 2 \| \| Radek Stepanek \| 5 \| 6 \| 6(4) \| 6(7) \| \| \| 2 \| \| Tommy Robredo \| 7 \| 3 \| 7 \| 7 \| \| \| 3 \| \| Jiri Novak-Radek Stepanek \| 6 \| 7 \| 6 \| \| \| \| 3 \| \| Rafael Nadal-Tommy Robredo \| 4 \| 6(2) \| 3 \| \| \| \| \| \| \| \| \| \| \| \| \| 4 \| \| Tomas Berdych \| 4 \| 7 \| 3 \| 2 \| \| \| 4 \| \| Feliciano López \| 6 \| 6(2) \| 6 \| 6 \| \| \| \| \| \| \| \| \| \| \| \| 5 \| \| Radek Stepanek \| 6(2) \| 6(4) \| 3 \| \| \| \| 5 \| \| Simon Larose \| 7 \| 7 \| 6 \| \| \| \| \| \| \| \| \| \| \| \| |       |                            |      |      |        |      |  |
| 1 |       | Jiri Novak                 | 7    | 6    | 7      |      |  |
| 1 |       | Rafael Nadal               | 6(2) | 3    | 6(3)   |      |  |
| 2 |       | Radek Stepanek             | 5    | 6    | 6(4)   | 6(7) |  |
| 2 |       | Tommy Robredo              | 7    | 3    | 7      | 7    |  |
| 3 |       | Jiri Novak-Radek Stepanek  | 6    | 7    | 6      |      |  |
| 3 |       | Rafael Nadal-Tommy Robredo | 4    | 6(2) | 3      |      |  |
| |       |                            |      |      |        |      |  |
| 4 |       | Tomas Berdych              | 4    | 7    | 3      | 2    |  |
| 4 |       | Feliciano López            | 6    | 6(2) | 6      | 6    |  |
| |       |                            |      |      |        |      |  |
| 5 |       | Radek Stepanek             | 6(2) | 6(4) | 3      |      |  |
| 5 |       | Simon Larose               | 7    | 7    | 6      |      |  |
| |       |                            |      |      |        |      |  |

## Turul doi
| | Statele Unite | 4                      | -    | 1 | Suedia |   |  |
| --- | ------------- | ---------------------- | ---- | - | ------ | - |  |
| Delray Beach Tennis Centre, Delray Beach, Statele Unite |               |                        |      |   |        |   |  |
| 9 - 11 aprilie 2004 |               |                        |      |   |        |   |  |
| \| 1 \| \| Mardy Fish \| 6 \| 3 \| 2 \| 5 \| \| \| 1 \| \| Jonas Bjorkman \| 4 \| 6 \| 6 \| 7 \| \| \| 2 \| \| Andy Roddick \| 6 \| 7 \| 6 \| \| \| \| 2 \| \| Thomas Enqvist \| 4 \| 5 \| 2 \| \| \| \| 3 \| \| Bob Bryan-Mike Bryan \| 6 \| 6 \| 6 \| \| \| \| 3 \| \| J.Bjorkman-T.Johansson \| 3 \| 3 \| 4 \| \| \| \| \| \| \| \| \| \| \| \| \| 4 \| \| Andy Roddick \| 7 \| 6 \| 6 \| \| \| \| 4 \| \| Jonas Bjorkman \| 6(3) \| 4 \| 0 \| \| \| \| \| \| \| \| \| \| \| \| \| 5 \| \| Mardy Fish \| 3 \| 6 \| 6 \| \| \| \| 5 \| \| Thomas Johansson \| 6 \| 1 \| 4 \| \| \| \| \| \| \| \| \| \| \| \| |               |                        |      |   |        |   |  |
| 1 |               | Mardy Fish             | 6    | 3 | 2      | 5 |  |
| 1 |               | Jonas Bjorkman         | 4    | 6 | 6      | 7 |  |
| 2 |               | Andy Roddick           | 6    | 7 | 6      |   |  |
| 2 |               | Thomas Enqvist         | 4    | 5 | 2      |   |  |
| 3 |               | Bob Bryan-Mike Bryan   | 6    | 6 | 6      |   |  |
| 3 |               | J.Bjorkman-T.Johansson | 3    | 3 | 4      |   |  |
| |               |                        |      |   |        |   |  |
| 4 |               | Andy Roddick           | 7    | 6 | 6      |   |  |
| 4 |               | Jonas Bjorkman         | 6(3) | 4 | 0      |   |  |
| |               |                        |      |   |        |   |  |
| 5 |               | Mardy Fish             | 3    | 6 | 6      |   |  |
| 5 |               | Thomas Johansson       | 6    | 1 | 4      |   |  |
| |               |                        |      |   |        |   |  |

| | Belarus | 5                             | - | 0 | Argentina |  |  |
| --- | ------- | ----------------------------- | - | - | --------- |  |  |
| Football Manege, Minsk, Belarus |         |                               |   |   |           |  |  |
| 9 - 11 aprilie 2004 |         |                               |   |   |           |  |  |
| \| 1 \| \| Vladimir Voltchkov \| 6 \| 6 \| 6 \| \| \| \| 1 \| \| Agustín Calleri \| 3 \| 4 \| 2 \| \| \| \| 2 \| \| Max Mirnyi \| 6 \| 6 \| 6 \| \| \| \| 2 \| \| Guillermo Cañas \| 2 \| 2 \| 2 \| \| \| \| 3 \| \| Max Mirnyi-Vladimir Voltchkov \| 6 \| 6 \| 6 \| \| \| \| 3 \| \| Lucas Arnold-Agustín Calleri \| 3 \| 4 \| 1 \| \| \| \| \| \| \| \| \| \| \| \| \| 4 \| \| Max Mirnyi \| 6 \| 6 \| \| \| \| \| 4 \| \| Lucas Arnold \| 1 \| 2 \| \| \| \| \| \| \| \| \| \| \| \| \| \| 5 \| \| Vladimir Voltchkov \| 3 \| 6 \| 6 \| \| \| \| 5 \| \| Juan Mónaco \| 6 \| 3 \| 3 \| \| \| \| \| \| \| \| \| \| \| \| |         |                               |   |   |           |  |  |
| 1 |         | Vladimir Voltchkov            | 6 | 6 | 6         |  |  |
| 1 |         | Agustín Calleri               | 3 | 4 | 2         |  |  |
| 2 |         | Max Mirnyi                    | 6 | 6 | 6         |  |  |
| 2 |         | Guillermo Cañas               | 2 | 2 | 2         |  |  |
| 3 |         | Max Mirnyi-Vladimir Voltchkov | 6 | 6 | 6         |  |  |
| 3 |         | Lucas Arnold-Agustín Calleri  | 3 | 4 | 1         |  |  |
| |         |                               |   |   |           |  |  |
| 4 |         | Max Mirnyi                    | 6 | 6 |           |  |  |
| 4 |         | Lucas Arnold                  | 1 | 2 |           |  |  |
| |         |                               |   |   |           |  |  |
| 5 |         | Vladimir Voltchkov            | 3 | 6 | 6         |  |  |
| 5 |         | Juan Mónaco                   | 6 | 3 | 3         |  |  |
| |         |                               |   |   |           |  |  |

| | Elveția | 2                             | -    | 3    | Franța |      |  |
| --- | ------- | ----------------------------- | ---- | ---- | ------ | ---- |  |
| Centre Intercommunal de Glace de Malley, Prilly, Elveția |         |                               |      |      |        |      |  |
| 9 - 11 aprilie 2004 |         |                               |      |      |        |      |  |
| \| 1 \| \| Roger Federer \| 6 \| 6 \| 6 \| \| \| \| 1 \| \| Nicolas Escude \| 2 \| 4 \| 4 \| \| \| \| 2 \| \| Ivo Heuberger \| 3 \| 3 \| 2 \| \| \| \| 2 \| \| Arnaud Clement \| 6 \| 6 \| 6 \| \| \| \| 3 \| \| Yves Allegro-Roger Federer \| 7 \| 3 \| 6(3) \| 3 \| \| \| 3 \| \| Nicolas Escude-Michael Llodra \| 6(4) \| 6 \| 7 \| 6 \| \| \| \| \| \| \| \| \| \| \| \| 4 \| \| Roger Federer \| 6 \| 7 \| 6 \| \| \| \| 4 \| \| Arnaud Clement \| 2 \| 5 \| \| 4 \| \| \| \| \| \| \| \| \| \| \| \| 5 \| \| Michel Kratochvil \| \| 6(3) \| 4 \| 6(6) \| \| \| 5 \| \| Nicolas Escude \| \| 7 \| 6 \| 7 \| \| \| \| \| \| \| \| \| \| \| |         |                               |      |      |        |      |  |
| 1 |         | Roger Federer                 | 6    | 6    | 6      |      |  |
| 1 |         | Nicolas Escude                | 2    | 4    | 4      |      |  |
| 2 |         | Ivo Heuberger                 | 3    | 3    | 2      |      |  |
| 2 |         | Arnaud Clement                | 6    | 6    | 6      |      |  |
| 3 |         | Yves Allegro-Roger Federer    | 7    | 3    | 6(3)   | 3    |  |
| 3 |         | Nicolas Escude-Michael Llodra | 6(4) | 6    | 7      | 6    |  |
| |         |                               |      |      |        |      |  |
| 4 |         | Roger Federer                 | 6    | 7    | 6      |      |  |
| 4 |         | Arnaud Clement                | 2    | 5    |        | 4    |  |
| |         |                               |      |      |        |      |  |
| 5 |         | Michel Kratochvil             |      | 6(3) | 4      | 6(6) |  |
| 5 |         | Nicolas Escude                |      | 7    | 6      | 7    |  |
| |         |                               |      |      |        |      |  |

| | Spania | 4                              | - | 1    | Olanda |   |   |
| --- | ------ | ------------------------------ | - | ---- | ------ | - | - |
| Plaza de Toros "Coliseo", Palma de Mallorca, Spania |        |                                |   |      |        |   |   |
| 9 - 11 aprilie 2004 |        |                                |   |      |        |   |   |
| \| 1 \| \| Carlos Moya \| 6 \| 7 \| 6 \| \| \| \| 1 \| \| Martin Verkerk \| 2 \| 5 \| 4 \| \| \| \| 2 \| \| Juan Carlos Ferrero \| 6 \| 6 \| 6 \| \| \| \| 2 \| \| Raemon Sluiter \| 2 \| 2 \| 4 \| \| \| \| 3 \| \| Rafael Nadal-Tommy Robredo \| 6 \| 6 \| 3 \| 2 \| 2 \| \| 3 \| \| John Van Lottum-Martin Verkerk \| 3 \| 2 \| 6 \| 6 \| 6 \| \| \| \| \| \| \| \| \| \| \| 4 \| \| Juan Carlos Ferrero \| 6 \| 6(5) \| 4 \| 7 \| 6 \| \| 4 \| \| Martin Verkerk \| 4 \| 7 \| 6 \| 5 \| 1 \| \| \| \| \| \| \| \| \| \| \| 5 \| \| Carlos Moya \| 6 \| 6 \| \| \| \| \| 5 \| \| Sjeng Schalken \| 3 \| 4 \| \| \| \| \| \| \| \| \| \| \| \| \| |        |                                |   |      |        |   |   |
| 1 |        | Carlos Moya                    | 6 | 7    | 6      |   |   |
| 1 |        | Martin Verkerk                 | 2 | 5    | 4      |   |   |
| 2 |        | Juan Carlos Ferrero            | 6 | 6    | 6      |   |   |
| 2 |        | Raemon Sluiter                 | 2 | 2    | 4      |   |   |
| 3 |        | Rafael Nadal-Tommy Robredo     | 6 | 6    | 3      | 2 | 2 |
| 3 |        | John Van Lottum-Martin Verkerk | 3 | 2    | 6      | 6 | 6 |
| |        |                                |   |      |        |   |   |
| 4 |        | Juan Carlos Ferrero            | 6 | 6(5) | 4      | 7 | 6 |
| 4 |        | Martin Verkerk                 | 4 | 7    | 6      | 5 | 1 |
| |        |                                |   |      |        |   |   |
| 5 |        | Carlos Moya                    | 6 | 6    |        |   |   |
| 5 |        | Sjeng Schalken                 | 3 | 4    |        |   |   |
| |        |                                |   |      |        |   |   |

## Semifinale
| | Statele Unite | 4                      | - | 0 | Belarus |   |            |
| --- | ------------- | ---------------------- | - | - | ------- | - | ---------- |
| Family Circle Tennis Centre, Charleston, SC, Statele Unite |               |                        |   |   |         |   |            |
| 24 - 26 septembrie 2004 |               |                        |   |   |         |   |            |
| \| 1 \| \| Andy Roddick \| 6 \| 6 \| 6 \| \| \| \| 1 \| \| Vladimir Voltchkov \| 1 \| 4 \| 4 \| \| \| \| 2 \| \| Mardy Fish \| 7 \| 6 \| 3 \| 6 \| \| \| 2 \| \| Max Mirnyi \| 5 \| 2 \| 6 \| 3 \| \| \| 3 \| \| Bob Bryan-Mike Bryan \| 6 \| 6 \| 7 \| \| \| \| 3 \| \| Max Mirnyi-V.Voltchkov \| 1 \| 3 \| 5 \| \| \| \| \| \| \| \| \| \| \| \| \| 4 \| \| Andy Roddick \| 6 \| 6 \| \| \| \| \| 4 \| \| Alexander Skrypko \| 4 \| 2 \| \| \| \| \| \| \| \| \| \| \| \| \| \| 5 \| \| Mardy Fish \| 3 \| \| \| \| neterminat \| \| 5 \| \| Andrei Karatchenia \| 0 \| \| \| \| \| \| \| \| \| \| \| \| \| \| |               |                        |   |   |         |   |            |
| 1 |               | Andy Roddick           | 6 | 6 | 6       |   |            |
| 1 |               | Vladimir Voltchkov     | 1 | 4 | 4       |   |            |
| 2 |               | Mardy Fish             | 7 | 6 | 3       | 6 |            |
| 2 |               | Max Mirnyi             | 5 | 2 | 6       | 3 |            |
| 3 |               | Bob Bryan-Mike Bryan   | 6 | 6 | 7       |   |            |
| 3 |               | Max Mirnyi-V.Voltchkov | 1 | 3 | 5       |   |            |
| |               |                        |   |   |         |   |            |
| 4 |               | Andy Roddick           | 6 | 6 |         |   |            |
| 4 |               | Alexander Skrypko      | 4 | 2 |         |   |            |
| |               |                        |   |   |         |   |            |
| 5 |               | Mardy Fish             | 3 |   |         |   | neterminat |
| 5 |               | Andrei Karatchenia     | 0 |   |         |   |            |
| |               |                        |   |   |         |   |            |

| | Spania | 4                             | -    | 1 | Franța |   |   |
| --- | ------ | ----------------------------- | ---- | - | ------ | - | - |
| Plaza de Toros de Alicante, Alicante, Spania |        |                               |      |   |        |   |   |
| 24 - 26 septembrie 2004 |        |                               |      |   |        |   |   |
| \| 1 \| \| Carlos Moya \| 3 \| 6 \| 6 \| 3 \| 3 \| \| 1 \| \| Paul-Henri Mathieu \| 6 \| 3 \| 2 \| 6 \| 6 \| \| 2 \| \| Juan Carlos Ferrero \| 6 \| 6 \| 1 \| 6 \| \| \| 2 \| \| Fabrice Santoro \| 3 \| 1 \| 6 \| 3 \| \| \| 3 \| \| Rafael Nadal-Tommy Robredo \| 7 \| 4 \| 6 \| 2 \| 6 \| \| 3 \| \| Arnaud Clement-Michael Llodra \| 6(4) \| 6 \| 2 \| 6 \| 3 \| \| \| \| \| \| \| \| \| \| \| 4 \| \| Rafael Nadal \| 6 \| 6 \| 6 \| \| \| \| 4 \| \| Arnaud Clement \| 4 \| 1 \| 2 \| \| \| \| \| \| \| \| \| \| \| \| \| 5 \| \| Tommy Robredo \| 6 \| 6 \| \| \| \| \| 5 \| \| Paul-Henri Mathieu \| 4 \| 4 \| \| \| \| \| \| \| \| \| \| \| \| \| |        |                               |      |   |        |   |   |
| 1 |        | Carlos Moya                   | 3    | 6 | 6      | 3 | 3 |
| 1 |        | Paul-Henri Mathieu            | 6    | 3 | 2      | 6 | 6 |
| 2 |        | Juan Carlos Ferrero           | 6    | 6 | 1      | 6 |   |
| 2 |        | Fabrice Santoro               | 3    | 1 | 6      | 3 |   |
| 3 |        | Rafael Nadal-Tommy Robredo    | 7    | 4 | 6      | 2 | 6 |
| 3 |        | Arnaud Clement-Michael Llodra | 6(4) | 6 | 2      | 6 | 3 |
| |        |                               |      |   |        |   |   |
| 4 |        | Rafael Nadal                  | 6    | 6 | 6      |   |   |
| 4 |        | Arnaud Clement                | 4    | 1 | 2      |   |   |
| |        |                               |      |   |        |   |   |
| 5 |        | Tommy Robredo                 | 6    | 6 |        |   |   |
| 5 |        | Paul-Henri Mathieu            | 4    | 4 |        |   |   |
| |        |                               |      |   |        |   |   |

## Finală
| | Spania | 3                                 | -    | 2    | Statele Unite |   |  |
| --- | ------ | --------------------------------- | ---- | ---- | ------------- | - |  |
| Stadionul Olimpic, Séville, Spania |        |                                   |      |      |               |   |  |
| 3 - 5 decembrie 2004 |        |                                   |      |      |               |   |  |
| \| 1 \| \| Carlos Moya \| 6 \| 6 \| 6 \| \| \| \| 1 \| \| Mardy Fish \| 4 \| 2 \| 3 \| \| \| \| 2 \| \| Rafael Nadal \| 6(6) \| 6 \| 7 \| 6 \| \| \| 2 \| \| Andy Roddick \| 7 \| 2 \| 6(6) \| 2 \| \| \| 3 \| \| Juan Carlos Ferrero-Tommy Robredo \| 0 \| 3 \| 2 \| \| \| \| 3 \| \| Bob Bryan-Mike Bryan \| 6 \| 6 \| 6 \| \| \| \| \| \| \| \| \| \| \| \| \| 4 \| \| Carlos Moya \| 6 \| 7 \| 7 \| \| \| \| 4 \| \| Andy Roddick \| 2 \| 6(1) \| 6(5) \| \| \| \| \| \| \| \| \| \| \| \| \| 5 \| \| Tommy Robredo \| 6(8) \| 2 \| \| \| \| \| 5 \| \| Mardy Fish \| 7 \| 6 \| \| \| \| \| \| \| \| \| \| \| \| \| |        |                                   |      |      |               |   |  |
| 1 |        | Carlos Moya                       | 6    | 6    | 6             |   |  |
| 1 |        | Mardy Fish                        | 4    | 2    | 3             |   |  |
| 2 |        | Rafael Nadal                      | 6(6) | 6    | 7             | 6 |  |
| 2 |        | Andy Roddick                      | 7    | 2    | 6(6)          | 2 |  |
| 3 |        | Juan Carlos Ferrero-Tommy Robredo | 0    | 3    | 2             |   |  |
| 3 |        | Bob Bryan-Mike Bryan              | 6    | 6    | 6             |   |  |
| |        |                                   |      |      |               |   |  |
| 4 |        | Carlos Moya                       | 6    | 7    | 7             |   |  |
| 4 |        | Andy Roddick                      | 2    | 6(1) | 6(5)          |   |  |
| |        |                                   |      |      |               |   |  |
| 5 |        | Tommy Robredo                     | 6(8) | 2    |               |   |  |
| 5 |        | Mardy Fish                        | 7    | 6    |               |   |  |
| |        |                                   |      |      |               |   |  |